# Шевде АІК
Шевде АІК (швед. Skövde Allmänna Idrottsklubb) — шведський футбольний клуб представляє однойменне місто.
Виступає в Супереттан (2-й лізі Швеції).

## Історія
Клуб засновано 20 червня 1919 року.
Шевде АІК провів 16 сезонів у другому ешелоні шведського футболу. 
У 1970 році клуб переміг у своїй групі в Дивізіоні 2, але поступився у перехідному турнірі за право виступати в Аллсвенскан.
У 2009 році клуб не зміг потрапити в Супереттан після програного двобою в плей-оф із клубом ФК Тролльгеттан.

## Досягнення
Дивізіон 2 (=2-й ешелон): 
- 1-е місце в групі Північний Йоталанд (1970).

## Сезони
| Сезон  | Рівень | Ліга       | Підгрупа                 | Місце | Примітки                           |
| ------ | ------ | ---------- | ------------------------ | ----- | ---------------------------------- |
| 1970   | 2      | Дивізіон 2 | Північний Йоталанд       | 1     | Кваліфікація на підвищення         |
|        |        |            |                          |       |                                    |
| 1993   | 2      | Дивізіон 1 | Південь                  | 13    | Вибув                              |
| 1994   | 3      | Дивізіон 2 | Західний Йоталанд        | 1     | Підвищився                         |
| 1995   | 2      | Дивізіон 1 | Південь                  | 13    | Вибув                              |
| 1996   | 3      | Дивізіон 2 | Західний Йоталанд        | 3     |                                    |
| 1997   | 3      | Дивізіон 2 | Західний Йоталанд        | 4     |                                    |
| 1998   | 3      | Дивізіон 2 | Західний Йоталанд        | 8     |                                    |
| 1999   | 3      | Дивізіон 2 | Західний Йоталанд        | 7     |                                    |
| 2000   | 3      | Дивізіон 2 | Західний Йоталанд        | 10    | Плей-оф на вибування – Вибув       |
| 2001   | 4      | Дивізіон 3 | Центральний Йоталанд     | 10    | Вибув                              |
| 2002   | 5      | Дивізіон 4 | Північний Вестерйоталанд | 11    | Вибув                              |
| 2003   | 6      | Дивізіон 5 | Східний Вестерйоталанд   | 1     | Підвищився                         |
| 2004   | 5      | Дивізіон 4 | Північний Вестерйоталанд | 2     | Підвищився                         |
| 2005   | 4      | Дивізіон 3 | Центральний Йоталанд     | 1     | Плей-оф на підвищення              |
| 2006 * | 4      | Дивізіон 2 | Центральний Йоталанд     | 1     | Підвищився                         |
| 2007   | 3      | Дивізіон 1 | Південь                  | 8     |                                    |
| 2008   | 3      | Дивізіон 1 | Південь                  | 5     |                                    |
| 2009   | 3      | Дивізіон 1 | Південь                  | 2     | Плей-оф на підвищення              |
| 2010   | 3      | Дивізіон 1 | Південь                  | 8     |                                    |
| 2011   | 3      | Дивізіон 1 | Південь                  | 11    |                                    |
| 2012   | 3      | Дивізіон 1 | Південь                  | 6     |                                    |
| 2013   | 3      | Дивізіон 1 | Південь                  | 9     |                                    |
| 2014   | 3      | Дивізіон 1 | Південь                  | 13    | Вибув                              |
| 2015   | 4      | Дивізіон 2 | Північний Йоталанд       | 6     |                                    |
| 2016   | 4      | Дивізіон 2 | Північний Йоталанд       | 1     | Підвищився                         |
| 2017   | 3      | Дивізіон 1 | Південь                  | 11    |                                    |
| 2018   | 3      | Дивізіон 1 | Південь                  | 10    |                                    |
| 2019   | 3      | Дивізіон 1 | Південь                  | 4     |                                    |
| 2020   | 3      | Еттан      | Південь                  | 6     |                                    |
| 2021   | 3      | Еттан      | Південь                  | 2     | Плей-оф на підвищення - підвищився |
| 2022   | 2      | Супереттан |                          | 5     |                                    |
| 2023   | 2      | Супереттан |                          | 13    | Плей-оф на вибування               |
| 2024   | 2      | Супереттан |                          |       |                                    |